# 짐바브웨의 부통령
짐바브웨의 부통령은 짐바브웨에서 두 번째로 높은 정치적 지위이다. 현재 짐바브웨 대통령이 임명하는 두 명의 부통령에 대한 조항이 있다. 부통령은 짐바브웨 헌법에서 "제1대"와 "제2대"로 지정되어 있다.
집권당인 ZANU-PF 당에서 승계 서열 1위의 부통령 자리는 전통적으로 당의 역사적인 ZANU 당(주로 쇼나족)의 대표에게, 다른 부통령 자리는 당의 역사적인 ZAPU 당(주로 북부 은데벨레족)의 대표에게 돌아갔다.

## 같이 보기
- 짐바브웨의 대통령